# Pierwszy rząd Helle Thorning-Schmidt

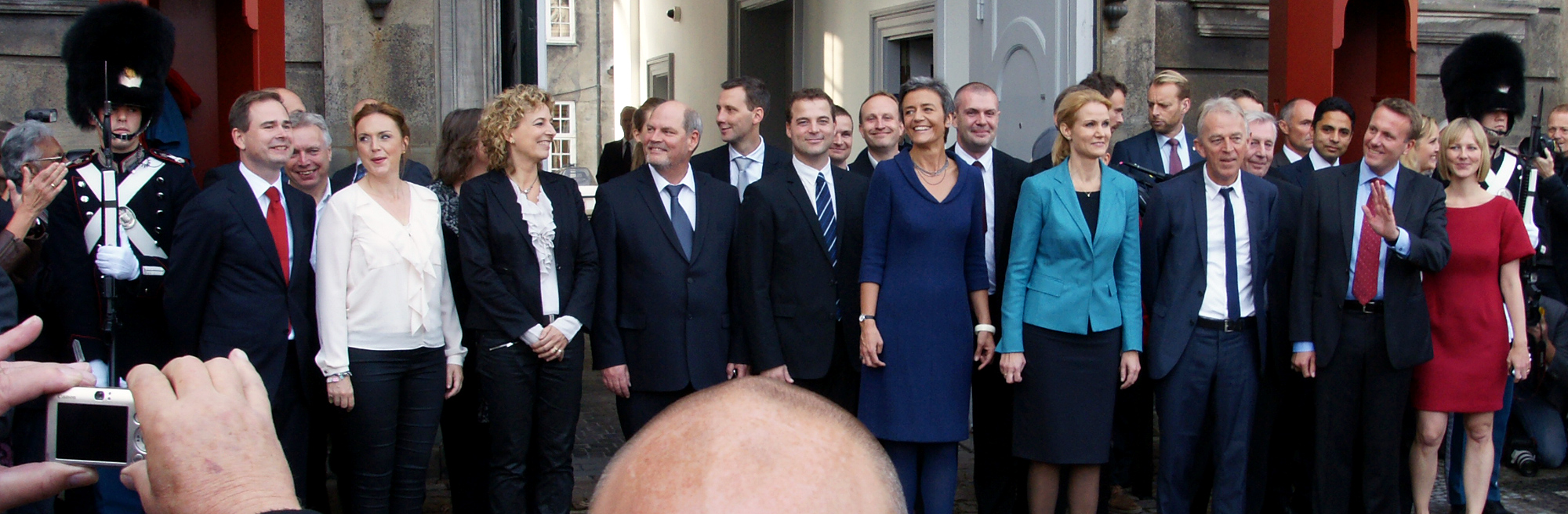
Premier i ministrowie 3 października 2011 przed Amalienborgiem

Pierwszy rząd Helle Thorning-Schmidt – rząd Królestwa Danii istniejący od 3 października 2011 do 3 lutego 2014. W skład rządu weszli przedstawiciele Socialdemokraterne (S), socjalliberalnej Radykalnej Lewicy (RV) i Socjalistycznej Partii Ludowej (SF). Gabinet powstał po wyborach w 2011, które wygrała rządząca dotąd liberalna partia Venstre, jednak większość uzyskała lewicowa opozycja (przy wsparciu w Folketingecie ze strony koalicji skrajnej lewicy). W 2014 gabinet opuściła Socjalistyczna Partia Ludowa. 3 lutego 2014 Helle Thorning-Schmidt utworzyła swój drugi gabinet.

## Skład rządu
- premier: Helle Thorning-Schmidt (S)
- minister gospodarki i spraw wewnętrznych: Margrethe Vestager (RV)
- minister spraw zagranicznych: Villy Søvndal (SF, do 12 grudnia 2013), Holger K. Nielsen (SF, od 12 grudnia 2013)
- minister finansów: Bjarne Corydon (S)
- minister sprawiedliwości: Morten Bødskov (S, do 12 grudnia 2013), Karen Hækkerup (S, od 12 grudnia 2013)
- minister nauki, innowacji i szkolnictwa wyższego: Morten Østergaard (RV)
- minister ds. podatków: Thor Möger Pedersen (SF, do 16 października 2012), Holger K. Nielsen (SF, od 16 października 2012 do 12 grudnia 2013), Jonas Dahl (SF, od 12 grudnia 2013)
- minister kultury: Uffe Elbæk (RV, do 6 grudnia 2012), Marianne Jelved (RV, od 6 grudnia 2012)
- minister transportu: Henrik Dam Kristensen (S, do 9 sierpnia 2013), Pia Olsen Dyhr (SF, od 9 sierpnia 2013)
- minister ds. przedsiębiorczości i rozwoju: Ole Sohn (SF, do 16 października 2012), Annette Vilhelmsen (SF, od 16 października 2012 do 9 sierpnia 2013), Henrik Sass Larsen (S, od 9 sierpnia 2013)
- minister ds. miast, mieszkalnictwa i regionów wiejskich: Carsten Hansen (S)
- minister pracy: Mette Frederiksen (S)
- minister ds. edukacji i dzieci: Christine Antorini (S)
- minister spraw społecznych i integracji: Karen Hækkerup (S, do 9 sierpnia 2013), Annette Vilhelmsen (SF, od 9 sierpnia 2013)
- minister ds. żywności, rolnictwa i rybołówstwa: Mette Gjerskov (S, do 9 sierpnia 2013), Karen Hækkerup (S, od 9 sierpnia 2013 do 12 grudnia 2013), Dan Jørgensen (S, od 12 grudnia 2013)
- minister ds. klimatu, energii i budownictwa: Martin Lidegaard (RV)
- minister handlu i inwestycji: Pia Olsen Dyhr (SF, do 9 sierpnia 2013)
- minister zdrowia i profilaktyki: Astrid Krag (SF)
- minister obrony: Nick Hækkerup (S, do 9 sierpnia 2013), Nicolai Wammen (S, od 9 sierpnia 2013)
- minister środowiska: Ida Auken (SF)
- minister ds. europejskich: Nicolai Wammen (S, do 9 sierpnia 2013), Nick Hækkerup (S, od 9 sierpnia 2013)
- minister ds. równouprawnienia, ds. kościelnych i minister współpracy nordyckiej: Manu Sareen (RV)
- minister ds. pomocy rozwojowej: Christian Friis Bach (RV, do 21 listopada 2013), Rasmus Helveg Petersen (RV, od 21 listopada 2013)